# اچ‌ام‌اس ایسوریل (اچ۰۵)
اچ‌ام‌اس ایسوریل (اچ۰۵) (به انگلیسی: HMS Ithuriel (H05)) یک کشتی بود که طول آن ۳۲۳ فوت (۹۸٫۵ متر) بود. این کشتی در سال ۱۹۴۰ ساخته شد.